# Canton de Saint-Genis-de-Saintonge
Le canton de Saint-Genis-de-Saintonge est une ancienne division administrative française située dans le département de la Charente-Maritime et la région Poitou-Charentes.
Longtemps frappé par l'exode rural, il est devenu le canton le plus dynamique et le plus attractif de l'arrondissement de Jonzac dans lequel il occupe la partie septentrionale.

## Géographie

### Le cadre géographique
Ce canton était organisé autour de Saint-Genis-de-Saintonge dans la partie septentrionale et occidentale de l'arrondissement de Jonzac.
Il est bordé à l'ouest par l'estuaire de la Gironde, qui correspond ici à la rive droite du fleuve.
Au nord, le canton est au contact de l'arrondissement de Saintes par les cantons de Cozes, Gémozac et Pons.
Pour le reste, il est inclus dans l'arrondissement de Jonzac, où, à l'est, il est limité par le canton d'Archiac, au sud-est, par celui de Jonzac et au sud par celui de Mirambeau.
Son altitude varie de 2 m, en bordure de l'estuaire de la Gironde, dans la commune de Saint-Dizant-du-Gua, à 71 m, correspondant à une colline crayeuse de la Champagne de Jonzac, située dans la petite commune de Clam. L'altimétrie moyenne du canton est dans son ensemble peu élevée, s'élevant à 35 m.

### Quelques données d'hydrographie
Seulement deux communes de ce canton sont bordées par la Gironde qui est le plus grand estuaire d'Europe. Il s'agit des communes de Saint-Fort-sur-Gironde et de Saint-Dizant-du-Gua dont la proximité du fleuve est occupée par des terres de marais desséchés, celles-ci étant dévolues de longue date aux prairies naturelles pour l'élevage bovin. Ces grands espaces naturels prolongent au nord le Marais de Saint-Bonnet et constituent une richesse écologique remarquable que le tourisme met en valeur.
Au nord-ouest, le canton est le lieu de source de la Seudre qui naît au pied d'une colline boisée de la grande Forêt de la Lande, dans la commune de Bois. Le fleuve qui naît à cet endroit du canton n'est qu'un fort modeste ruisseau, mais il est grossi dans la commune de Saint-Germain-du-Seudre d'un petit affluent éponyme qui a la curiosité locale de porter l'article masculin, le Seudre. Ce dernier rejoint le cours de la Seudre sur sa rive droite après avoir arrosé le village de Saint-Germain-du-Seudre.
À l'est, le canton est arrosé  par la Seugne, affluent de rive gauche de la Charente, et traverse d'amont en aval selon une direction sud-est/nord-ouest les communes de Clion, Saint-Grégoire-d'Ardennes et Mosnac.
Dans la commune de Clion, la Seugne reçoit sur sa rive droite les eaux du Trèfle et le site de confluence de ces deux rivières fait de cette commune une sorte de presqu'ile alluviale souvent inondable lors des crues hivernales. C'est le domaine des prairies naturelles favorables depuis de longs siècles à l'élevage laitier qui, cependant, est en perte de vitesse, étant remplacé de plus en plus par la maïsiculture.

### La troisième forêt de la Charente-Maritime
Le canton de Saint-Genis-de-Saintonge abrite la plus grande partie du troisième massif forestier de la Charente-Maritime que constitue la Forêt de la Lande. Cette dernière, qui sépare le domaine fluvial du canton des terres de l'intérieur, a toujours constitué une sorte de "frontière" naturelle entre ces deux parties vraiment différentes.
La Forêt de la Lande avec ses 5 000 hectares de surface totale est une grande pinède qui rappelle celle de la Double saintongeaise, située plus au sud de l'arrondissement de Jonzac dans les cantons de Montendre, Montlieu-la-Garde et Montguyon.

### Une zone de passage obligatoire pour les échanges nord-sud
Le canton de Saint-Genis-de-Saintonge a de tout temps été une zone de transit entre les régions septentrionales de la France et celles du Sud permettant le développement des voies de communication. Celles-ci ont été grandement facilitées par des conditions naturelles favorables comme l'absence notable de relief et la présence de petites vallées comme celles de la Seugne ou de la Seudre.
Les vallées de l'intérieur, Seugne et Seudre, n'ont certes jamais favorisé le trafic fluvial du fait de leur petitesse et le projet de canaliser la Seugne fut rapidement abandonné au XIXe siècle. Par contre, l'estuaire de la Gironde a toujours été un axe important pour les échanges commerciaux et le petit port de Port-Maubert entretint pendant quelques siècles des échanges fluviaux notables avec Bordeaux et Blaye.
En fait, le développement des infrastructures de communication dans le canton a véritablement commencé dès la seconde moitié du XIXe siècle où, le long de la vallée de la Seugne, fut construite une première voie ferroviaire. Cette dernière fut mise en place à la fin du Second Empire et les travaux furent poursuivis dans les premières années de la Troisième République, années pendant lesquelles les gares rurales de Clion et de Mosnac ont été édifiées. Cette importante ligne de chemin de fer est aujourd'hui celle qui représente la voie Bordeaux-Nantes et la station ferroviaire de Clion est devenue la principale gare du canton de Saint-Genis-de-Saintonge.
À la fin du XIXe siècle, une autre voie ferrée reliait Pons à Mirambeau et desservait le chef-lieu de canton mais elle a été démantelée avant la Seconde Guerre mondiale alors que la voie de Bordeaux-Paris fut dédoublée. Cette dernière devint par la suite la voie Bordeaux-Nantes, le trajet Paris-Bordeaux ayant été par la suite détourné par Angoulême et Poitiers.
Par contre, le réseau routier s'est intensifié surtout depuis la réalisation en 1981 de l'autoroute A10 qui, cependant, ne fait que  traverser le canton du sud au nord. Seule, une aire de repos de l'autoroute a été aménagée dans la Forêt de la Lande sur la commune de Saint-Palais-de-Phiolin.
Deux axes routiers importants desservent de longue date ce canton fortement rural. Tout d'abord, la RD137 - ex RN137 - passe en son milieu du sud au nord et traverse le bourg de Saint-Genis-de-Saintonge ainsi que le village de Plassac. Elle est l'ancêtre de la voie royale de Bordeaux à Saint-Malo et a toujours gardé une grande importance. Cette route à fort trafic routier demeure la principale artère routière de la Charente-Maritime malgré son dédoublement par l'A10.
Ensuite, la RD 730, qui part de Mirambeau et aboutit à Royan dessert l'ouest du canton, au sud de la Forêt de la Lande et de la vallée de la Seudre, en passant notamment par le village de Lorignac. C'est une route à fort trafic routier puisqu'elle relie la grande station balnéaire de Royan à la capitale et métropole de l'Aquitaine, Bordeaux.

## Histoire
Partie historique de l'ancienne province de la Saintonge, le canton de Saint-Genis-de-Saintonge n'existe que depuis 1800. Il provient d'une division administrative issue de la départementalisation de la France lors de la Constituante.
Originellement, lors de la création du département de la Charente-Inférieure en 1790, ce canton était formé de deux cantons. La partie estuarienne était regroupée autour de Saint-Fort-sur-Gironde, qui exerça la fonction de chef-lieu de canton de 1790 à 1800, tandis que la partie continentale était organisée autour de Saint-Genis-de-Saintonge, également chef-lieu de canton. Ces deux cantons faisaient alors partie de l'ancien district de Pons et, ce, jusqu'en l'an VIII où Napoléon Bonaparte décida de réorganiser en profondeur la carte administrative des départements français.
À partir de l'année 1800, les deux cantons fusionnèrent et la commune de Saint-Genis-de-Saintonge fut désignée pour exercer la fonction de chef-lieu de canton grâce en grande partie à sa situation géographique centrale au sein d'un nouveau canton rattaché au nouvel arrondissement de Jonzac.
Ce canton n'avait plus subi de variations administratives depuis sa formation en 1800.

## Représentation

### Conseillers généraux de 1833 à 2015
| Période          | Période      | Identité                          | Étiquette                   | Qualité |
| ---------------- | ------------ | --------------------------------- | --------------------------- | --- |
| 1833             | 1839         | Barthelemy Eymery                 |                             | Architecte, maire de Bois                                                                                          |
| 1839             | 1848         | Vivien Leydet                     |                             | Conseiller à la Cour royale de Poitiers                                                                            |
| 1848             | 1852         | Auguste René Élie de Saint-Légier | Indépendant                 | Maire de Saint-Germain-du-Seudre (1848-1853) Député de Charente-Inférieure (1824-1830)                             |
| 1852             | 1869 (décès) | Sicaire Dexam                     |                             | Maire de Saint-Genis-de-Saintonge (1855-1865) Notaire                                                              |
| 1869             | 1871         | Guillaume Coudrin                 |                             | Notaire à Champagnolles                                                                                            |
| 1871             | 1874         | Marquis Élie de Dampierre         | Union des droites Royaliste | Propriétaire Député des Landes (1848-1849 et 1871-1876)                                                            |
| 1874             | 1880         | Stanislas Boffinton               | Bonapartiste                | Préfet de la Charente-Inférieure (1856-1860) Sénateur (1876-1885)                                                  |
| 1880             | 1886         | Eutrope Dupon                     | Républicain                 | Maire de Saint-Germain-du-Seudre (1878-1897) Député de Charente-Inférieure (1893-1897)                             |
| 1886             | 1892         | Marquis Élie de Dampierre         | Union des Droites Royaliste | Député des Landes (1848-1849 et 1871-1876)                                                                         |
| 1892             | 1897 (décès) | Eutrope Dupon                     | Républicain                 | Maire de Saint-Germain-du-Seudre (1878-1897) Député de Charente-Inférieure (1893-1897)                             |
| 1897             | 1922         | Comte Henry de Lestrange          | Conservateur                | Propriétaire viticole (château de Saint-Julien) à Saint-Genis-de-Saintonge Administrateur de compagnie d'assurance |
| 1922             | 1934         | Ferdinand Chassot                 | Rad.                        | Maire de Saint-Dizant-du-Gua (1897-1935), conseiller d'arrondissement                                              |
| 1934             | 1940         | Edgard Moulineau                  | RG                          | Maire de Champagnolles (1924-1964), conseiller d'arrondissement Médecin Nommé conseiller départemental en 1943     |
|                  |              |                                   |                             | |
| 1945             | 1950 (décès) | Léopold Baudet (1872-1950)        | Rad.                        | Propriétaire agriculteur Maire de Mosnac (1908-1935)                                                               |
| 19 novembre 1950 | 1964 (décès) | Edgard Moulineau                  | DVD                         | Maire de Champagnolles (1924-1964) Médecin                                                                         |
| 1964             | 2004         | Jacques Rapp                      | Rad. puis MRG puis DVD      | Pharmacien Maire de Saint-Genis-de-Saintonge (1965-1989)                                                           |
| 2004             | 2015         | Jacky Quesson                     | DVD                         | Cadre Maire de Saint-Genis-de-Saintonge depuis 1989                                                                |

### Conseillers d'arrondissement (de 1833 à 1940)
Le canton de Saint-Genis avait deux conseillers d'arrondissement.
| Période                                  | Période | Identité                                              | Étiquette           | Qualité |
| ---------------------------------------- | ------- | ----------------------------------------------------- | ------------------- | --- |
| 1833                                     | 1836    | Pierre Lambert                                        |                     | Propriétaire, maire de Champagnolles                                                                        |
| 1833                                     | 1836    | Jean Charles Barthélemy Poché-Lafond fils (1783-1846) |                     | Capitaine de navire, maire de Plassac                                                                       |
| 1836                                     | 1848    | Honoré Chapparre (1805-1879)                          |                     | Médecin, Saint-Fort-sur-Gironde                                                                             |
| 1836                                     | 1848    | Simon Olivier Séguinaud                               |                     | Notaire, juge de paix à Saint-Genis-de-Saintonge                                                            |
|                                          |         |                                                       |                     | |
| 1852                                     |         | M. Petit                                              |                     | Maire de Saint-Fort-sur-Gironde                                                                             |
|                                          |         |                                                       |                     | |
| 1892                                     | 1913    | Armand Stavelot                                       | Républicain radical | Président du Conseil d'arrondissement, maire de Saint-Genis-de-Saintonge                                    |
|                                          |         |                                                       |                     | |
| 1919                                     | 1922    | Ferdinand Chassot                                     |                     | Maire de Saint-Dizant-du-Gua                                                                                |
| 1922                                     | 1934    | Edgard Moulineau                                      | RG                  | Médecin, maire de Champagnolles                                                                             |
| 1934                                     | 1940    | Edgard Boisson                                        | Radical             | Maire de Saint-Genis-de-Saintonge, nommé conseiller départemental en 1943                                   |
| 1940                                     |         |                                                       |                     | Les conseils d'arrondissement ont été suspendus par la loi du 12 octobre 1940 et n'ont jamais été réactivés |
| Les données manquantes sont à compléter. |         |                                                       |                     | |

### Intercommunalités
Le territoire du canton de Saint-Genis-de-Saintonge faisait partie de la communauté de communes de la Haute-Saintonge et au pays de Haute-Saintonge dont le siège est situé à Jonzac.

## Économie
Le canton de Saint-Genis-de-Saintonge présente tous les aspects d'une économie encore fortement agricole mais les bases de cette agriculture ont considérablement évolué et donné naissance à une industrie agro-alimentaire performante.

### Une agriculture modernisée et aux productions variées
Si la Forêt de la Lande occupe encore aujourd'hui une place importante, celle-ci est de nature plus géographique qu'économique par le fait qu'elle sépare deux secteurs très différents. À l'ouest, se trouvent les coteaux viticoles et les marais pour l'élevage de la rive droite de la Gironde tandis qu'à l'est s'étend une riche plaine céréalière qui prolonge le nord de la Champagne de Mirambeau et qui est limitée par la vallée de la Seugne. Aux abords du massif forestier de la Lande de vastes clairières viticoles sont en exploitation.
Quatre formes de productions agricoles peuvent être relevées dans le canton encadrées solidement par deux écoles d'agriculture, le lycée privé agricole Saint-Antoine de Bois et l'IREO de Saint-Genis-de-Saintonge.

Zone de production du cognac

La production des eaux de vie de cognac et du pineau charentais demeure une richesse locale jalousement préservée. Elle est classée dans la zone des Fins Bois et des Bons Bois dont les raisins pour l'élaboration du cognac sont très recherchés.
Les céréales représentent une production très importantes et alimentent de gros silos à grains dont une partie est transformée sur place.
L'élevage bovin pour la viande et le lait est en perte de vitesse depuis plus d'une décennie et les nombreuses prairies naturelles et artificielles sont de plus en plus destinées à la production intensive du maïs.
L'exploitation des bois et forêts est également une activité en régression mais constitue depuis toujours une source d'appoint pour les agriculteurs du canton.

### Une industrie agro-alimentaire diversifiée
Les productions locales sont en partie transformées sur place tandis qu'une autre partie est stockée dans de puissants silos à grains où le canton est devenu un gros producteur céréalier en Charente-Maritime. Ces ressources agricoles variées sont à la base d'une industrie agro-alimentaire diversifiée.
La production locale de maïs alimente la plus importante unité industrielle française de production de pop-corn à Saint-Genis-de-Saintonge. Dans le chef-lieu de canton, une usine d'embouteillage du cognac a récemment été mise en activité, tandis que fonctionne dans une zone d'activité une unité industrielle d'ameublement (fabrication de literie).
Les vignes font fonctionner de nombreuses distilleries d'alcool et d'eaux de vie de cognac dont celles de Lorignac, de Saint-Fort-sur-Gironde, de Saint-Dizant-du-Gua ou  encore de Mosnac.
Le secteur artisanal est généré par le marché prospère de la construction et de la rénovation et fait vivre tout un corps de métiers allant de la menuiserie à la maçonnerie.

### Le développement du tourisme
La configuration particulière du canton de Saint-Genis-de-Saintonge en plusieurs petits secteurs géographiques distincts (vallée moyenne de la Seugne, Forêt de la Lande, fenêtre sur l'estuaire de la Gironde) fait que le tourisme offre plusieurs centres d'intérêt.
Les infrastructures d'accueil touristiques sont certes peu nombreuses dans le canton mais elles ont le mérite d'être de qualité et s'inscrivent dans un ensemble plus vaste qui correspond au Pays de Haute-Saintonge, acteur principal pour le développement et l'aménagement du tourisme local. Par cette structure intercommunale, la mise en valeur de la vallée de la Seugne entre Pons et Jonzac a favorisé l'implantation d'équipements d'hébergement (campings à Mosnac et à Clion et hôtel deux étoiles à Mosnac), tandis que sur l'estuaire de la Gironde, le petit site portuaire de Port-Maubert (commune de Saint-Fort-sur-Gironde) est devenu le principal pôle d'attraction du canton et de la Haute Saintonge (terrain de camping, port de plaisance).
Quant à Saint-Genis-de-Saintonge, la présence de deux hôtels et de trois restaurants relève davantage de sa fonction de passage sur la RD137 qui demeure la principale artère routière de la Charente-Maritime. Cependant, le chef-lieu de canton s'est doté d'un office de tourisme et la présence d'un cinéma renforce son animation en milieu rural.

## Tourisme dans le canton de Saint-Genis-de-Saintonge
Le patrimoine touristique des régions rurales demeure bien souvent ignoré ou méconnu, le canton de Saint-Genis-de-Saintonge n'échappe pas à la règle bien qu'il possède un patrimoine rural qui mérite le détour.

### Les églises romanes

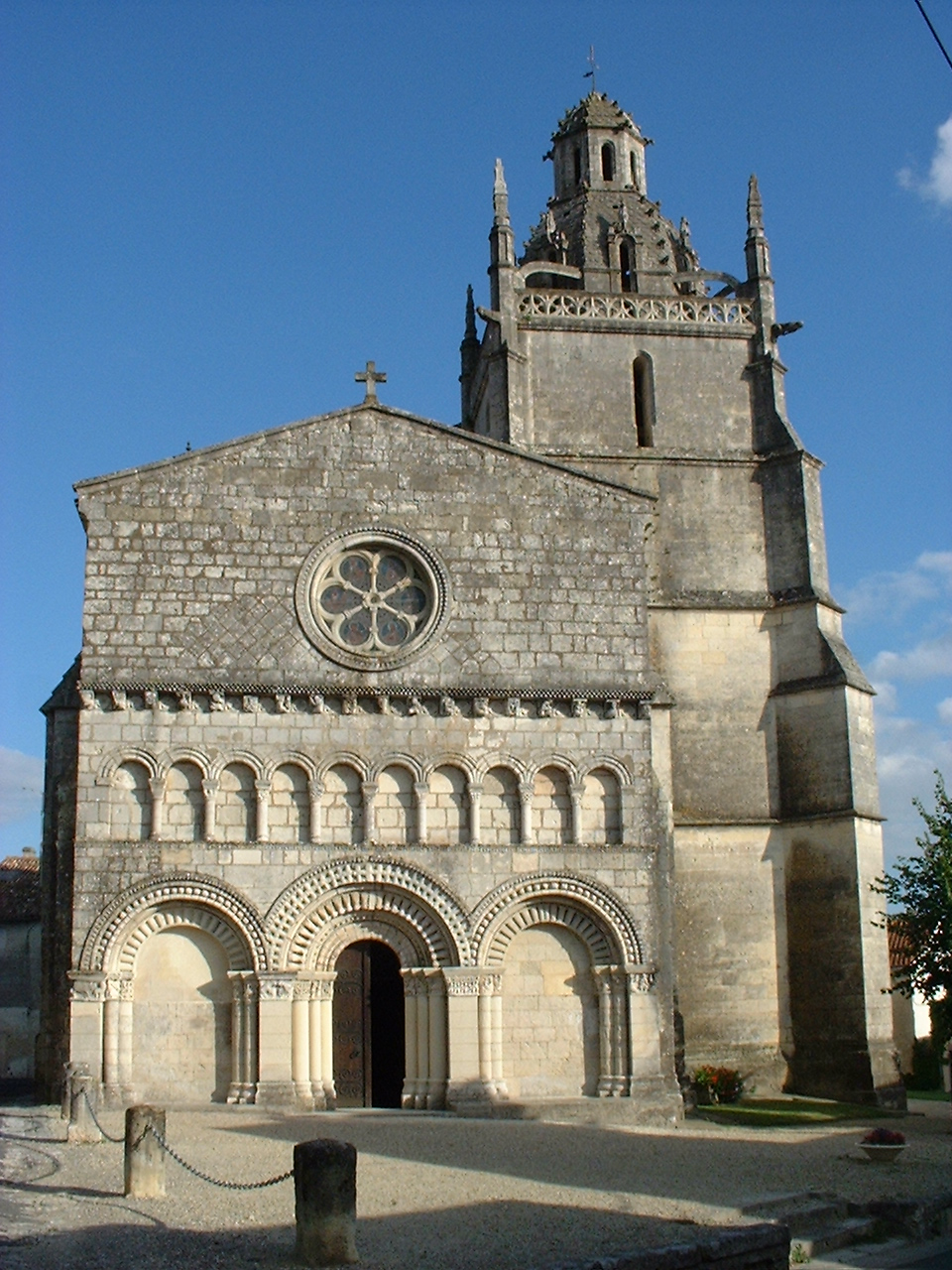
L'église Saint-Fortunat de Saint-Fort-sur-Gironde, une des plus belles églises de Saintonge.

Comme dans toute la Saintonge, le canton de Saint-Genis-de-Saintonge a été couvert d'églises romanes datant du XIIe siècle pour la plupart d'entre elles, à une époque où la région était en plein essor démographique et économique nécessitant le défrichement tardif de cette région, à commencer par la Forêt de la Lande essartée par de puissantes abbayes dont celle de La Tenaille.
Dans le canton, différentes églises romanes, mâtinées au XVe siècle de style gothique, sont dignes d'intérêt, notamment celles de Bois, Givrezac, Saint-Sigismond-de-Clermont, Saint-Palais-de-Phiolin tandis que la curieuse église de Clion juxtapose deux nefs dont la seconde date de l'époque de la Renaissance, ce qui est très rare en Saintonge.
Mais parmi toutes les églises du canton de Saint-Genis-de-Saintonge, celle de Saint-Fort-sur-Gironde est certainement la plus riche et mérite à elle seule le détour.
Par ailleurs, à Saint-Sigismond-de-Clermont, l'abbaye de La Tenaille a été patiemment restaurée et représente aujourd'hui un monument religieux d'un grand intérêt historique.

### Les manoirs et châteaux
Ce canton offre une variété intéressante de manoirs et de châteaux datant du Moyen Âge jusqu'au XVIIIe siècle. Ils sont disséminés dans la campagne saintongeaise et presque chaque village a son manoir ou son château. Parmi ceux-ci, deux retiennent particulièrement l'attention.

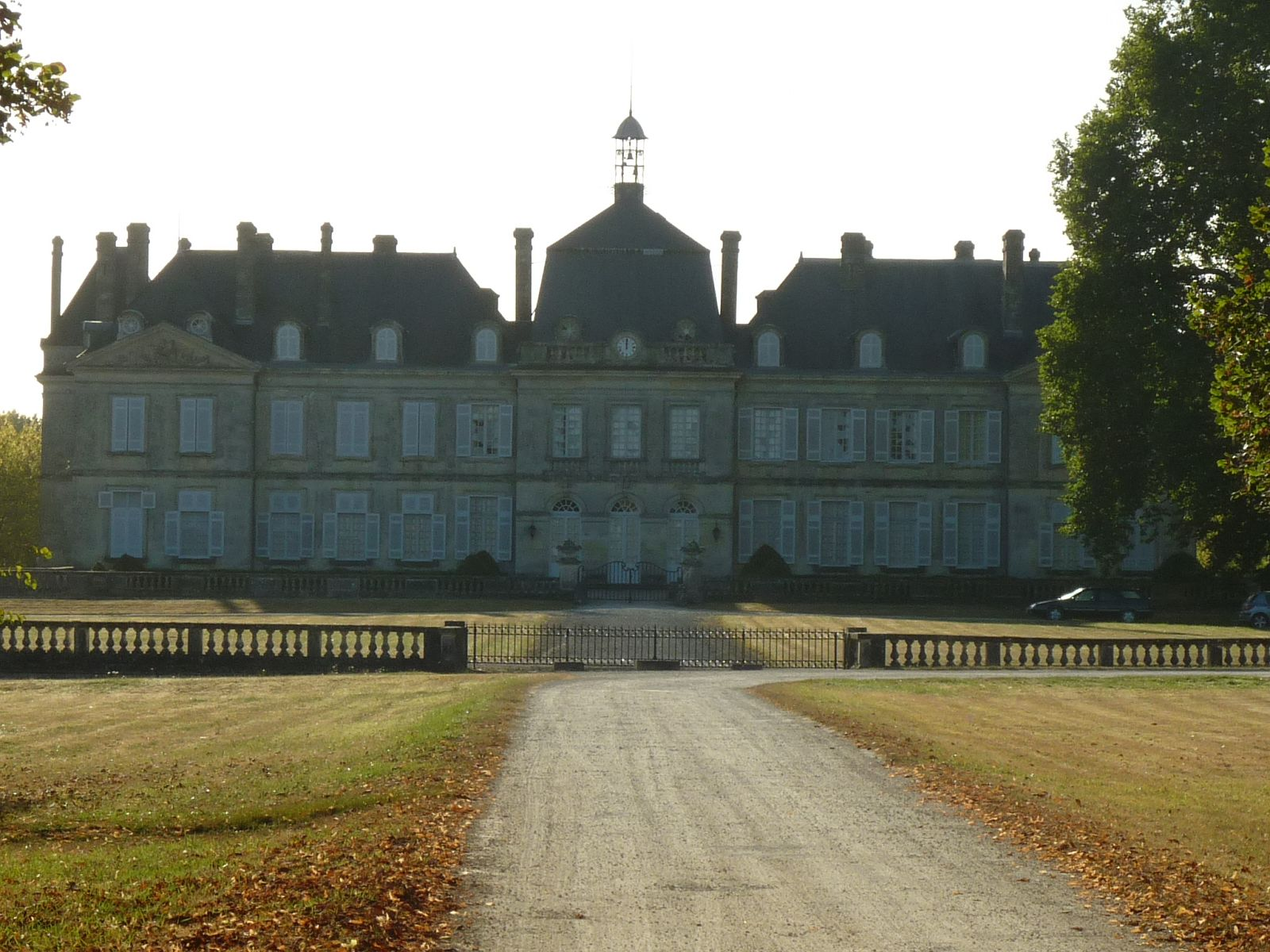
Le château de Plassac

À Plassac un remarquable château de l'époque classique a été édifié en 1772. Le château de Plassac, également nommé le château de Dampierre, hélas non ouvert au public, s'offre cependant aux regards des visiteurs qui peuvent admirer les lignes de son architecture harmonieuse.
À Saint-Dizant-du-Gua se trouve le château de Beaulon agrémenté d'un beau parc arboré de 13 hectares au milieu duquel de remarquables étangs aux eaux bleues attirent le visiteur et font la réputation de ce site unique en Charente-Maritime.

### Le patrimoine rural
Dans nombre de villages, le patrimoine rural a pu être heureusement sauvegardé grâce à l'impulsion du tourisme où nombre de fontaines, lavoirs, puits et autres constructions patrimoniales sont devenus des témoins d'une époque désormais révolue. Parmi ces nombreux témoignages, le musée de Clion vaut véritablement le détour ainsi que l'insolite tour de Beaumont.
Sur les rives de la Seugne, le village de Clion a créé le Musée artisanal et rural, musée des traditions de l'artisanat et de l'agriculture qui conserve de précieux témoignages de l'histoire rurale du canton et de la Saintonge en général.
Jadis, le Fanal de Beaumont, élevé à 70 m au-dessus du niveau de la mer, servait de tour de guet contre les ennemis ou d'amer pour les marins qui naviguaient sur l'estuaire de la Gironde. Ce monument rural est situé sur la commune de Saint-Fort-sur-Gironde où un petit chemin mène au fanal. Une vue remarquable sur l'estuaire de la Gironde s'en dégage qui peut, par temps clair, permettre de voir Royan et son agglomération.

### Port-Maubert
Sur la commune de Saint-Fort-sur-Gironde, se trouve le seul port du canton, situé sur la rive droite de l'estuaire de la Gironde, celui de Port-Maubert. Ce dernier, qui succède à un petit port plus ancien situé en aval, Port Neuf, - il n'en reste qu'un lieu dit entre Port-Maubert et Saint-Romain-sur-Gironde -, est devenu un véritable pôle d'attraction touristique (sentier de découverte, terrain de camping, restauration) et un petit port de plaisance.

## Composition
Le canton de Saint-Genis-de-Saintonge regroupait seize communes et comptait 7 860 habitants en 2010 (population municipale). Le tableau ci-dessous indique la population de chaque commune composant le canton de Saint-Genis-de-Saintonge selon le recensement de 2010 (population municipale).
| Communes                    | Population (2012) | Code postal | Code Insee |
| --------------------------- | ----------------- | ----------- | ---------- |
| Bois                        | 543               | 17240       | 17050      |
| Champagnolles               | 554               | 17240       | 17084      |
| Clam                        | 379               | 17500       | 17108      |
| Clion                       | 803               | 17240       | 17111      |
| Givrezac                    | 78                | 17260       | 17178      |
| Lorignac                    | 472               | 17240       | 17210      |
| Mosnac                      | 480               | 17240       | 17250      |
| Plassac                     | 630               | 17240       | 17279      |
| Saint-Dizant-du-Gua         | 522               | 17240       | 17325      |
| Saint-Fort-sur-Gironde      | 854               | 17240       | 17328      |
| Saint-Genis-de-Saintonge    | 1 262             | 17240       | 17331      |
| Saint-Georges-Antignac      | 400               | 17240       | 17332      |
| Saint-Germain-du-Seudre     | 359               | 17240       | 17342      |
| Saint-Grégoire-d'Ardennes   | 134               | 17240       | 17343      |
| Saint-Palais-de-Phiolin     | 227               | 17800       | 17379      |
| Saint-Sigismond-de-Clermont | 163               | 17240       | 17402      |

## Démographie
| 1962  | 1968  | 1975  | 1982  | 1990  | 1999  | 2006  | 2011  | 2012  |
| ----- | ----- | ----- | ----- | ----- | ----- | ----- | ----- | ----- |
| 8 062 | 7 611 | 7 159 | 7 007 | 6 969 | 6 863 | 7 508 | 7 900 | 7 976 |

Deux périodes fort distinctes caractérisent la démographie de canton aujourd'hui en net renouveau.
La longue période de déclin démographique de 1962-1999
Comme l'indique le tableau ci-dessus, l'évolution démographique du canton de Saint-Genis-de-Saintonge fait apparaître une très longue période de déclin démographique depuis le recensement de 1962 et, ce, jusqu'à celui de 1999.
Dans cette période, le canton a perdu 1 199 habitants, ce qui représente une perte démographique importante (- 14,9 % de la population) mais, somme toute, beaucoup moins sévère que dans les cantons du sud de l'arrondissement de Jonzac, dont celui de Montguyon qui enregistre des pertes démographiques records dans cette même période (- 2 198 habitants entre 1962-1990, soit - 18,8 %).
Cette forte décroissance résulte d'un exode rural qui a touché les jeunes populations avec comme corollaires un solde naturel négatif et un solde migratoire négatif.
Le renouveau démographique de 1999-2006
Mais la situation démographique du canton de Saint-Genis-de-Saintonge s'est singulièrement redressée entre 1999 et 2006 au point d'enregistrer le record de croissance démographique de tout l'arrondissement de Jonzac.
Les chiffres parlent d'eux-mêmes. Le canton affiche une croissance de population de 645 habitants, soit un taux démographique de + 9,4 %, supérieur à celui de la Charente-Maritime (+7,6 %) et deux fois supérieur à celui de l'arrondissement de Jonzac (+3,8 %).
Certes, le canton n'a pas retrouvé son niveau démographique de celui de 1962, mais il est en passe de dépasser celui de 1968. Le chiffre de population de 2006 est désormais nettement supérieur à celui de 1975. Il est de plus devenu le troisième canton par sa population au dernier recensement ravissant cette place au canton de Mirambeau. Enfin, sa densité de population est devenue supérieure à celle de l'arrondissement de Jonzac, respectivement 36 hab/km2 et 34 hab/km2. Il est vrai que la densité de population cantonale demeure de loin nettement inférieure à celle de l'ensemble du département de la Charente-Maritime qui est de 87 hab/km2 mais ce canton rural sort d'un long siècle d'exode rural qui s'était considérablement amplifié après la crise du phylloxéra entamée dès 1875 dans les vignobles de la Saintonge.
Ce revirement spectaculaire de la démographie du canton est imputable à l'arrêt de l'exode rural, à l'attrait nouveau du canton pour la résidence de personnes retraitées et à la vitalité de son chef-lieu de canton.
Avec les communes périphériques de Plassac, de Saint-Sigismond-de-Clermont  et de Mosnac, Saint-Genis-de-Saintonge est devenue une commune fortement résidentielle attirant les citadins de Pons et de Jonzac, deux petites villes situées à une douzaine de kilomètres seulement. Le gros chef-lieu de canton a franchi la barre du millier d'habitants au dernier recensement et affiche une croissance démographique remarquable de + 46,5 % entre 1975 et 2006 (+ 376 habitants). Saint-Genis-de-Saintonge est désormais devenu la commune la plus peuplée de son canton.